# Абай-Су
Абай-Су (карач.-балк. Абай суу — в переводе «водопад Абая») — водопад на левом притоке реки Башиль-Аузусу (верховье Чегема) в Кабардино-Балкарии, Россия. Высота составляет 78 метров. Высота непрерывного падения — 72 метра. Назван именем охотника Абая, известного своей меткостью. Одна из главных достопримечательностей Кабардино-Балкарии.

## Расположение
Водопад находится в хвойных лесах чегемского заповедника на высоте 2100 метров над уровнем моря. В приграничной зоне, в непосредственной близости от села Булунгу.

## Легенда
Существует легенда, что в этих местах, у водопада, прятался от своих преследователей лермонтовский Казбич.